# Семьон Полтавски
Семьон Владимирович Полтавски (на руски: Семён Владимирович Полтавский) е руски волейболист, майстор на спорта.

## Кариера
Почти цялата клубна кариера на Полтавски протича в Русия. Единствено в периода 2002-2003 година се състезава за италианския отбор „Габека“ (Монтикяри). Преди това е състезател на „Балтика“ (Санкт Петербург). През 2003 година преминава в „Динамо“ (Москва), където постига най-големите си успехи на клубно ниво. С московския клуб Полтавски става двукратен шампион на Русия (2006 и 2008), двукратен носител на Купата на Русия (2006 и 2008), носител на Суперкупата на Русия (2008), трикратен сребърен медалист от първенството на Русия (2003, 2004 и 2007) и трикратен финалист на Купата на Русия (2003, 2004 и 2007). През 2010 преминава в Ярославич (Ярославъл), но там остава само 1 сезон. През 2011 става играч на сезона в руската суперлига. През сезон 2011/12 се състезава за Факел, преди отново да се завърне в Динамо.
Първият успех на руснака, с националните отбори на родината му, е през 1999 година. Тогава последователно става световен шампион при юношите и при младежите. Дебютът му в мъжкия национален отбор на Русия е през 2002 година. Оттогава до днес постоянно представя страната си на различни международни състезания, където завоюва отборни и индивидуални награди.

## Индивидуални награди
- Най-добър изпълнител на сервис (Световна купа 2007)[1]
- Най-резултатен играч (Световна лига 2007)[1]
- Най-добър изпълнител на сервис (Световна лига 2007)[1]
- Най-полезен играч (Европейско първенство 2007)[2]
- Най-добър изпълнител на сервис (Европейско първенство 2007)[3]

## Любопитни факти
- Испанската агенция EFE изчислява, че Семьон Полтавски изпълнява сервис със скорост 117 км/ч по време на Световната лига през 2007 година. Това постижение му отрежда първо място заедно с американеца Клейтън Стенли за сила на началния удар на състезанието в Катовице.[4]
- В интервю Полтавски споменава, че преди да срещне дългогодишната си приятелка Олеся, има много строги изисквания към жените. Те трябва да имат най-малко ръст от 170 см., в противен случай отпадат.[5]
- Руският волейболист обича колите и е известно, че шофира бързо.[6]